# Stanley Clarke

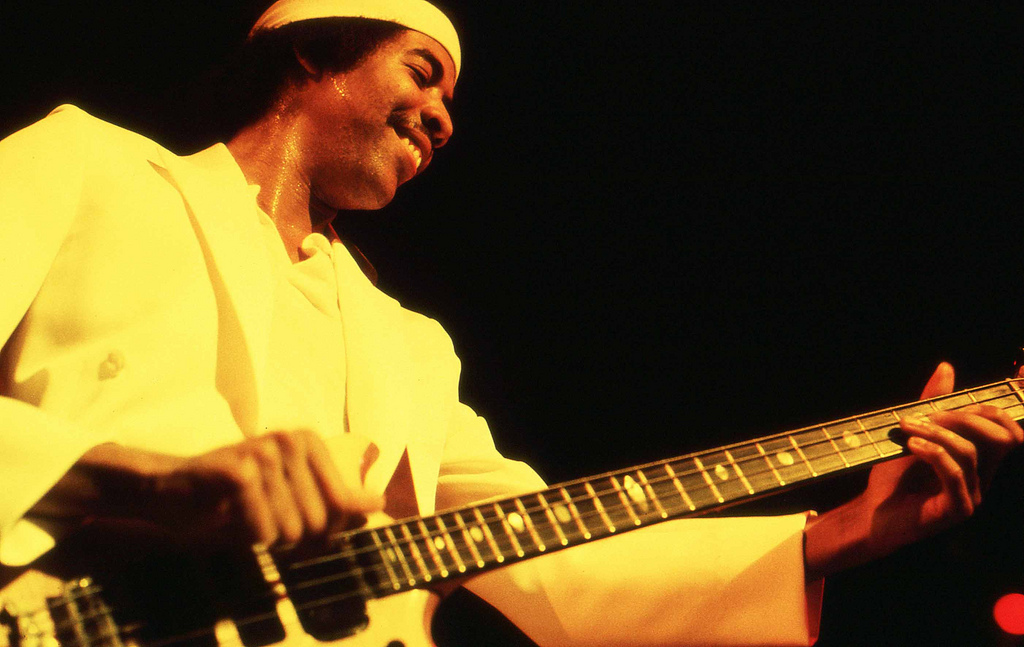
Stanley Clarke (um 1980)

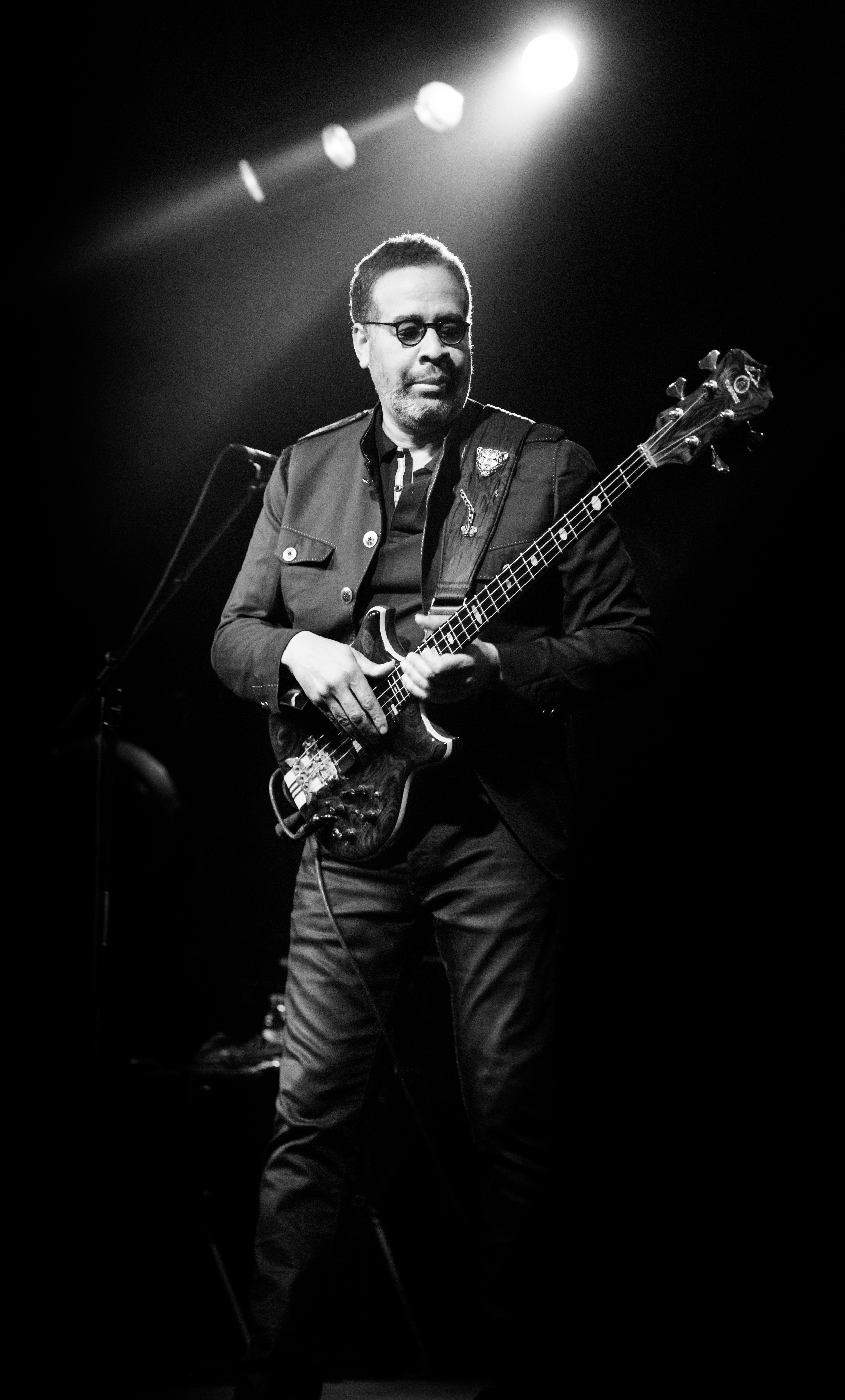
Stanley Clarke (2016)

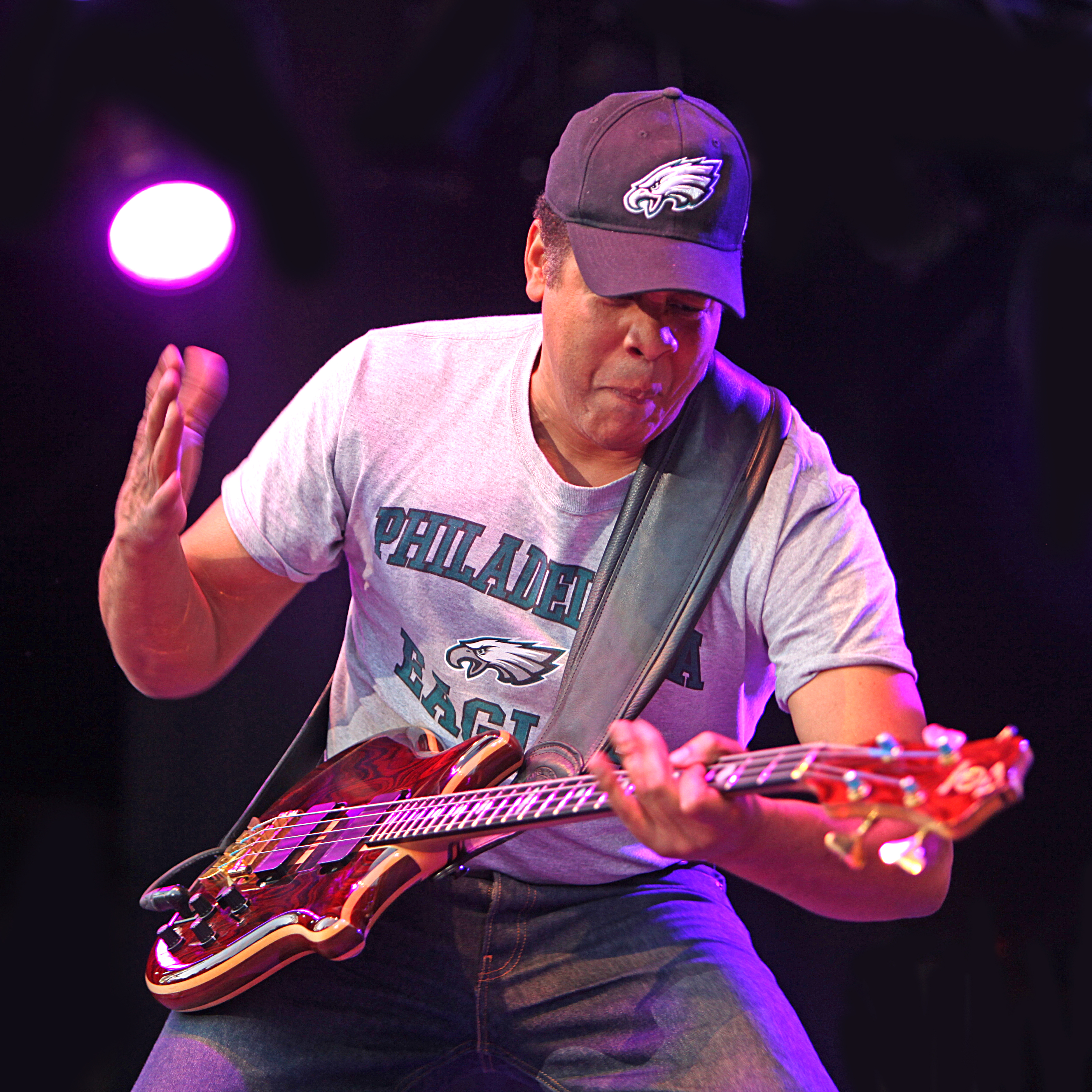
Stanley Clarke (2009)

Stanley Marvin Clarke (* 30. Juni 1951 in Philadelphia, Pennsylvania) ist ein US-amerikanischer Bassist sowie Grammy-Preisträger aus dem Bereich der Fusion- und Jazzmusik. Im Fusionbereich gilt er als einer der beiden bedeutendsten Bassisten der 1970er-Jahre (neben Jaco Pastorius). Seit Anfang der 1990er-Jahre trat er vermehrt als Filmkomponist auf.

## Leben
Nach seinem Studium an der Philadelphia Academy of Music zog Clarke 1971 nach New York City, wo er unter anderem mit Art Blakey, Gil Evans, Joe Farrell, Stan Getz, Dexter Gordon, Joe Henderson, Al Di Meola, Pharoah Sanders und Horace Silver zusammenarbeitete. In dieser Zeit trat er der von Chick Corea geleiteten Fusion-Band Return to Forever bei, die eine der erfolgreichsten Jazzrock-Formationen dieser Zeit wurde. Außerdem produzierte er eine Reihe von Soloalben, von denen School Days zusammen mit Jaco Pastorius’ Debütalbum zu den besten Bass-Alben der Jazzrock-Ära gezählt wird.
Im Jahr 1987 gründete er mit der Jazz-Sängerin Deborah Holland und dem ehemaligen The-Police-Schlagzeuger Stewart Copeland die Band Animal Logic. Nach zwei Studio-Alben und einigen Singles gingen die Musiker Ende 1991 wieder getrennte Wege. 2005 gründete Clarke das Acoustic Fusion Supergroup TRIO! mit Béla Fleck und Jean-Luc Ponty. Außerdem beschäftigt er sich als Produzent von Filmmusik. Im Jahr 2011 erhielt Clarke den Grammy für das beste zeitgenössische Jazzalbum (Best Contemporary Jazz Album), The Stanley Clarke Band (2010).

## Spielweise
Clarkes Bassspiel ist gekennzeichnet von einer ausgereiften Slaptechnik und außerordentlicher Virtuosität. Die Slaptechnik, deren Erfindung Larry Graham zugeschrieben wird, besteht im kräftigen Anschlagen der Saiten mit der Daumenseite durch Drehung aus dem Handgelenk. Das kombiniert er oft rhythmisch mit Zupfen der höheren Saiten. Clarke trug Anfang der 1970er-Jahre entscheidend zur Entwicklung und Verbreitung dieser Technik im Jazzrock bei. Charakteristisch ist bei seinen Slap-Einlagen auch das Klopfen mit der rechten Hand auf dem Korpus bis hin zur Kopfplatte. Auch gebraucht er ein auf dem Bass unkonventionelles Rasqueado, wie es von der Flamenco-Gitarre bekannt ist. Beim Zupfen benutzt er wahlweise auch drei Finger, was ihm sehr schnelle Figuren erlaubt.
Clarke ist der erste einflussreiche Musiker, der häufig einen Piccolobass verwendete, einen um eine Oktave höher gestimmten, viersaitigen E-Bass. Auch wenn er durch sein E-Bass-Spiel bekannt geworden ist, ist sein virtuoses Spiel auf dem Kontrabass (das Hauptinstrument seiner späteren Laufbahn) schon früh dokumentiert (Moon Germs mit dem Joe Farrell Quartet von 1971).

## Diskografie

### Soloalben
| Jahr | Titel                   | Höchstplatzierung, Gesamtwochen, AuszeichnungChartplatzierungen (Jahr, Titel, Platzierungen, Wochen, Auszeichnungen, Anmerkungen) | Höchstplatzierung, Gesamtwochen, AuszeichnungChartplatzierungen (Jahr, Titel, Platzierungen, Wochen, Auszeichnungen, Anmerkungen) | Höchstplatzierung, Gesamtwochen, AuszeichnungChartplatzierungen (Jahr, Titel, Platzierungen, Wochen, Auszeichnungen, Anmerkungen) | Höchstplatzierung, Gesamtwochen, AuszeichnungChartplatzierungen (Jahr, Titel, Platzierungen, Wochen, Auszeichnungen, Anmerkungen) | Anmerkungen         |
| Jahr | Titel                   | UK | US | R&B | Jazz | Anmerkungen         |
| ---- | ----------------------- | --- | --- | --- | --- | ------------------- |
| 1974 | Stanley Clarke          | — | US59 (16 Wo.)US | — | — |                     |
| 1975 | Journey to Love         | — | US34 (19 Wo.)US | — | — |                     |
| 1976 | School Days             | — | US34 (22 Wo.)US | — | — |                     |
| 1978 | Modern Man              | — | US57 (19 Wo.)US | — | — |                     |
| 1979 | I Wanna Play for You    | — | US62 (14 Wo.)US | — | — |                     |
| 1980 | Rocks, Pebbles and Sand | UK42 (2 Wo.)UK | US95 (11 Wo.)US | — | — |                     |
| 1982 | Let Me Know You         | — | US114 (8 Wo.)US | — | — |                     |
| 1984 | Time Exposure           | — | US149 (12 Wo.)US | — | — |                     |
| 1993 | East River Drive        | — | — | R&B54 (27 Wo.)R&B | — |                     |
| 2003 | 1,2, to the Bass        | — | — | — | Jazz11 (15 Wo.)Jazz |                     |
| 2007 | The Toys of Men         | — | — | — | Jazz8 (30 Wo.)Jazz |                     |
| 2010 | The Stanley Clarke Band | — | — | — | Jazz7 (21 Wo.)Jazz | Stanley Clarke Band |
| 2014 | Up                      | — | — | — | Jazz6 (8 Wo.)Jazz | Stanley Clarke Band |
| 2018 | The Message             | — | — | — | Jazz5 (8 Wo.)Jazz | Stanley Clarke Band |

Weitere Alben
- 1973 – Children of Forever
- 1985 – Find Out
- 1986 – Hideaway
- 1988 – If This Bass Could Only Talk
- 1991 – Live, 1976–1977
- 1992 – Passenger 57 (Soundtrack)
- 1992 – The Collection
- 1995 – At the Movies
- 1997 – Bass-ic Collection
- 1999 – Hot Fun – Best (1974–93, Zounds, alle Titel digital remastert)

### MitGeorge Duke
| Jahr | Titel                 | Höchstplatzierung, Gesamtwochen, AuszeichnungChartplatzierungen (Jahr, Titel, Platzierungen, Wochen, Auszeichnungen, Anmerkungen) | Höchstplatzierung, Gesamtwochen, AuszeichnungChartplatzierungen (Jahr, Titel, Platzierungen, Wochen, Auszeichnungen, Anmerkungen) | Höchstplatzierung, Gesamtwochen, AuszeichnungChartplatzierungen (Jahr, Titel, Platzierungen, Wochen, Auszeichnungen, Anmerkungen) | Höchstplatzierung, Gesamtwochen, AuszeichnungChartplatzierungen (Jahr, Titel, Platzierungen, Wochen, Auszeichnungen, Anmerkungen) | Anmerkungen |
| Jahr | Titel                 | UK | US | R&B | Jazz | Anmerkungen |
| ---- | --------------------- | --- | --- | --- | --- | ----------- |
| 1981 | Clarke/Duke Project   | — | US33 (23 Wo.)US | R&B7 (27 Wo.)R&B | — |             |
| 1983 | Clarke/Duke Project 2 | — | US146 (10 Wo.)US | R&B44 (11 Wo.)R&B | — |             |
| 1990 | 3                     | — | — | R&B52 (14 Wo.)R&B | — |             |

Weitere Alben
- 1993: Live in Montreux, 1988

### Kollaborationsalben
| Jahr | Titel               | Höchstplatzierung, Gesamtwochen, AuszeichnungChartplatzierungen (Jahr, Titel, Platzierungen, Wochen, Auszeichnungen, Anmerkungen) | Höchstplatzierung, Gesamtwochen, AuszeichnungChartplatzierungen (Jahr, Titel, Platzierungen, Wochen, Auszeichnungen, Anmerkungen) | Höchstplatzierung, Gesamtwochen, AuszeichnungChartplatzierungen (Jahr, Titel, Platzierungen, Wochen, Auszeichnungen, Anmerkungen) | Höchstplatzierung, Gesamtwochen, AuszeichnungChartplatzierungen (Jahr, Titel, Platzierungen, Wochen, Auszeichnungen, Anmerkungen) | Anmerkungen                        |
| Jahr | Titel               | UK | US | R&B | Jazz | Anmerkungen                        |
| ---- | ------------------- | --- | --- | --- | --- | ---------------------------------- |
| 1995 | The Rite of Strings | — | — | — | Jazz6 (23 Wo.)Jazz | mit Al Di Meola, Jean-Luc Ponty    |
| 2009 | Jazz in the Garden  | — | — | — | Jazz12 (9 Wo.)Jazz | mit Hiromi Uehara, Lenny White     |
| 2015 | D-Stringz           | — | — | — | Jazz21 (1 Wo.)Jazz | mit Jean-Luc Ponty, Biréli Lagrène |

Zudem wirkte Clarke, ebenso wie Eddie Gomez und weitere bekannte Jazzmusiker, 1979 beim Album Mingus von Joni Mitchell mit.
Weitere Alben
- 1971 – Moon Germs (mit Joe Farrell, Herbie Hancock, Jack DeJohnette)
- 1971 – Black Unity (mit Pharoah Sanders, Hannibal Marvin Peterson, Cecil McBee und anderen; aufgenommen am 24. November 1971 New York)
- 1972 – Prelude (mit Eumir Deodato, Billy Cobham, John Tropea)
- 1972 – Return to Forever (mit Chick Corea, Joe Farrell, Flora Purim, Airto Moreira)
- 1973 – Stanley Cowel Trio Illusion Suite (Stanley Cowell, Stanley Clarke, Jimmy Hops)
- 1973 – Deodato 2 (mit Eumir Deodato, Billy Cobham, John Tropea)
- 1980 – Fuse One (mit Fuse One – Joe Farrell, Ronnie Foster, John McLaughlin und andere)
- 1981 – Silk (mit Fuse One – Eric Gale, Stanley Turrentine, George Benson, Ronnie Foster, Tom Browne u. a.)
- 1987 – Implosions (mit Randy Brecker, McCoy Tyner, Frank Morgan, Peter Erskine, Roger Kellaway und Ernie Watts)
- 1987 – Shieldstone (mit Bill Shields, John Abercrombie, Jack DeJohnette, Freddie Hubbard, Airto Moreira)
- 1989 – Manhattan Project (mit Lenny White, Michel Petrucciani, Wayne Shorter)
- 1994 – Live at The Greek (mit Larry Carlton, Billy Cobham, Deron Johnson und Najee)
- 1995 – Dance of Fire (mit Aziza Mustafa Zadeh, Al Di Meola)
- 2000 – McCoy Tyner with Stanley Clarke and Al Foster (mit McCoy Tyner und Al Foster)
- 2001 – Jazz Straight Up (mit Patrice Rushen, Leon Ndugu Chancler)
- 2008 – Thunder (als SMV: Stanley Clarke, Marcus Miller, Victor Wooten)

### Mit Chick Corea und Lenny White
- Echoes of an Era (mit Chaka Khan)
- Echoes of an Era Live (mit Nancy Wilson)
- The Griffith Park Band Live
- The Griffith Park Collection

### Animal Logic
- 1989 – Animal Logic
- 1991 – Animal Logic II

### New Barbarians

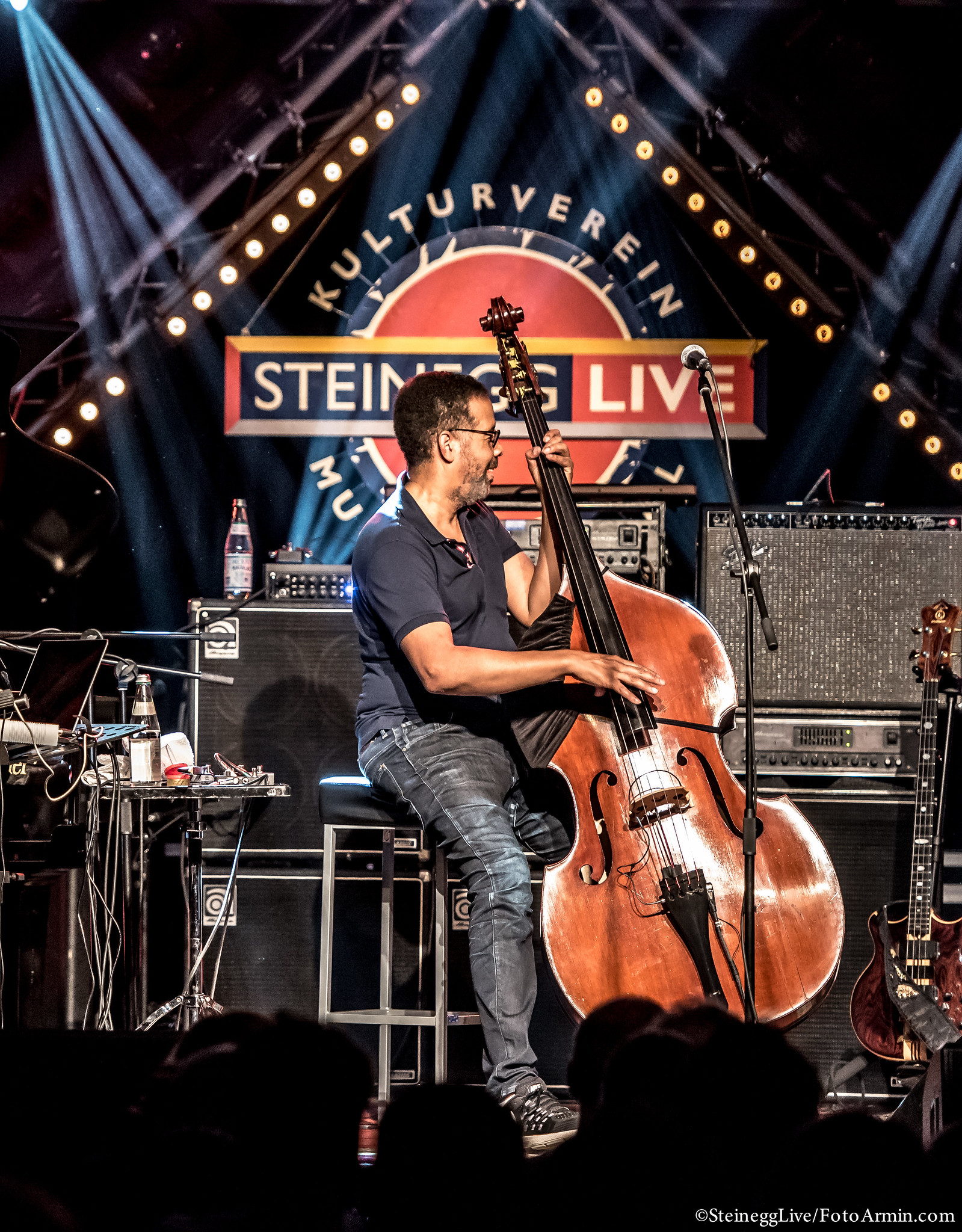
Stanley Clarke (Steinegg Live Festival 2016)

- Buried Alive (mit Keith Richards)

### Singles
| Jahr | Titel Album                                     | Höchstplatzierung, Gesamtwochen, AuszeichnungChartplatzierungen (Jahr, Titel, Album, Platzierungen, Wochen, Auszeichnungen, Anmerkungen) | Höchstplatzierung, Gesamtwochen, AuszeichnungChartplatzierungen (Jahr, Titel, Album, Platzierungen, Wochen, Auszeichnungen, Anmerkungen) | Höchstplatzierung, Gesamtwochen, AuszeichnungChartplatzierungen (Jahr, Titel, Album, Platzierungen, Wochen, Auszeichnungen, Anmerkungen) | Anmerkungen             |
| Jahr | Titel Album                                     | US | R&B | Jazz | Anmerkungen             |
| ---- | ----------------------------------------------- | --- | --- | --- | ----------------------- |
| 1976 | Silly Putty Journey to Love                     | — | R&B94 (2 Wo.)R&B | — |                         |
| 1978 | Slow Dance Modern Man                           | — | R&B76 (6 Wo.)R&B | — |                         |
| 1980 | We Supply Rocks, Pebbles and Sand               | — | R&B76 (10 Wo.)R&B | — |                         |
| 1981 | Sweet Baby The Clarke/Duke Project              | US19 (20 Wo.)US | R&B6 (19 Wo.)R&B | — | mit George Duke         |
| 1981 | I Just Want to Love You The Clarke/Duke Project | — | R&B49 (8 Wo.)R&B | — | mit George Duke         |
| 1982 | Straight To The Top Let Me Know You             | — | R&B81 (3 Wo.)R&B | — |                         |
| 1983 | Heroes The Clarke/Duke Project 2                | — | R&B37 (13 Wo.)R&B | — | mit George Duke         |
| 1984 | Straight To The Top Let Me Know You             | — | R&B81 (3 Wo.)R&B | — |                         |
| 1985 | Born In The U.S.A. Find Out!                    | — | R&B52 (8 Wo.)R&B | — | The Stanley Clarke Band |
| 1990 | Lady 3                                          | — | R&B68 (6 Wo.)R&B | — | mit George Duke         |
| 2015 | Pop Virgil Up                                   | — | — | Jazz8 (20 Wo.)Jazz | The Stanley Clarke Band |

## Filmografie (Auswahl)
- 1989: Hawk (A Man called Hawk) (Fernsehserie, 5 Episoden)
- 1990: Der Brief an den Weihnachtsmann (The Kid Who Loved Christmas)
- 1990: Der tiefe Sumpf des Südens (Blue Bayou)
- 1990: Gejagt zwischen zwei Leben (Dangerous Pursuit)
- 1990: Geschichten aus der Gruft (Tales from the Crypt) (Fernsehserie, 1 Episode)
- 1990: Nachhilfe in Sachen Liebe (Book of Love)
- 1991: Boyz n the Hood – Jungs im Viertel (Boyz n the Hood)
- 1991: Cool as Ice
- 1991: Frauen hinter Gittern (Prison Stories: Women on the Inside)
- 1991: Tödlicher Zweifel (Love Kills)
- 1992: Letzter Applaus für einen Basketballstar (Final Shot: The Hank Gathers Story)
- 1992: Passagier 57 (Passenger 57)
- 1993: Poetic Justice
- 1993: Tina – What’s Love Got to Do with It? (What's Love Got to Do with It)
- 1994: Little Big Boss (Little Big League)
- 1994: Royce
- 1995: Die Rebellen (Higher Learning)
- 1995: Panther
- 1996: Eddie
- 1997: Beverly Hills Beauties (B*A*P*S)
- 1997: Dangerous Ground
- 1997: Mit vollem Einsatz (On the Line)
- 1997: Sprung – Jetzt oder nie (Sprung)
- 1998: Down in the Delta
- 1999: Funny Valentines
- 1999: Rocky Marciano
- 1999: The Best Man – Hochzeit mit Hindernissen (The Best Man)
- 2000: Die Farbe der Freundschaft (The Color of Friendship)
- 2000: Loretta – Triumph des Willens  (The Loretta Claiborne Story)
- 2000: Romeo Must Die
- 2002: The Transporter (Le Transporteur)
- 2002: Undisputed – Sieg ohne Ruhm (Undisputed)
- 2005: Into the Sun – Im Netz der Yakuza (Into the Sun)
- 2005: Roll Bounce
- 2007: Lincoln Heights (Fernsehserie, 13 Episoden)
- 2008: First Sunday
- 2008: Soul Men